# 鉄道省山岳部遭難事故
鉄道省山岳部遭難事故（てつどうしょうさんがくぶそうなんじこ）は、1934年（昭和9年）1月21日に鉄道省山岳部（川崎篤行リーダー）6名が長野県浅間山の小浅間山南方の沢付近で大規模な雪崩に遭い遭難した事故。参加パーティー6名全員が死亡した。

## 登山
1934年1月20日の夜行列車で東京を出発した鉄道省山岳部のメンバーは日帰りで浅間山へのスキー登山を計画していた。翌朝5時20分、沓掛駅（現在の中軽井沢駅）に到着した一行は峰の茶屋・小浅間山方面から途中までスキーで上がり、山頂までは徒歩で上がった後、その日のうちに小諸口へと下りる計画であった。
パーティーのメンバーは以下の6名。
- 川崎篤行 - リーダー。40歳。大臣官房所属。
- 三雲貞雄 - 27歳。工作局所属。
- 吉田省三 - 25歳。電気局所属。
- 会田清 - 24歳。保健課所属。
- 三田正子 - 28歳。経理局所属。
- 三田好子 - 32歳。非職員（正子の姉）。

いずれもスキーや登山の経験が長く、一番短い登山歴4年の三田姉妹も経験を積み重ねてYWCA山岳会（1931年に結成された日本最初の女性登山グループ）の中心メンバーとして既に山岳界ではその名を知られる存在であった。
今回の登山が日帰りになったのは当時の官庁の休日が土曜半休と日曜日のみだったことに加え、22日の鉄道省内の会議に川崎も出席する予定であったからである。なお、他に職員1名が参加予定であったが、直前に体調を崩して参加を断念していた。
一行は沓掛駅側の好意で駅長室で食事を摂った後、21日午前6時過ぎに駅を出発、午前9時に峰の茶屋を出発して主峰方面に向かったのが最後の目撃情報である。6名全員が死亡しているためその後は推定となるが、山頂に登頂する前に風雪が強くなったために登頂を断念して引き返す途中の午後1時から1時半の間、小浅間山の南方600メートルにある中ノ沢と呼ばれる沢を一気にスキーで下降滑走した際に雪崩に遭遇したとみられている。

## 捜索
前述の参加を断念した職員が22日の朝に川崎に詫びを入れようとしたところ、まだ彼が出勤していないことに気付き、驚いた職員は他の4人（職員ではない三田好子を除く）も出勤していないのを確認した上で沓掛駅に電話を入れて報告を求めた。駅からは確かに一行6名が21日の朝に沓掛駅を出発したこと、21日は朝のうちは快晴だった天気が午前10時頃から吹雪に見舞われて列車の運行にも支障を来し、現在も風が収まっていないという回答があった。その後、地元の警察にも問い合わせたところ、峰の茶屋出発後の動向は不明とのことであった。22日の閉庁時間になっても一行からは連絡がなく、閉庁後に急遽開かれた山岳部の会合で遭難の可能性が考慮され、その夜の夜行（奇しくも2日前に一行が乗った列車）で直ちに捜索隊14名が現地に派遣された。
23日の朝に現地に到着された救助隊は3班に分かれ、第1班は沓掛駅から、第2班は追分駅から、第3班は小諸駅から山頂に向かって捜索することにした。この日の捜索では第1班が峰の茶屋に川崎の筆跡によって書かれた登山者名簿が確認できたが、捜索は困難をきわめた。ただし、直接山頂に向かうルートや鬼押出しを迂回するルートを人やスキーが通った形跡が認められないため、小浅間山の南北斜面から上に向かって捜索すべきとする考えで纏まった。
24日になると、本省山岳部からの増援に加え、現地の鉄道職員有志、地元の消防団や青年団らが応援に駆けつけて捜索隊は一気に150名規模となった。捜索隊は午前10時半から4班に分かれて第1班の推測に基づいて小浅間山周辺を重点的に捜索することにした。ところが、9時頃に峰の茶屋から小浅間山を経由して登山をしようとしていた地元のスキークラブのメンバーが中ノ沢付近に長さ200メートル・最長幅70メートルに及ぶ大規模な雪崩の痕を発見し、近づいてみるとスキーの破片やリュックサック、そして雪中から人間の右手らしきものが外に飛び出しているのを確認し、急遽救助隊に一報を届けた。慌てて駆けつけた救助隊は消防団員が持っていた鳶口を使って周囲を掘り起こすと午前11時頃に男性の遺体が発見され、捜索隊に参加していた会田の兄が弟のものであることを確認した。また、知らせを受けて第2班や第3班の9名も捜索隊に合流した。
25日は規模を357名に増やして会田の遺体が発見された周囲を中心に捜索、その結果会田が見つかった場所から上方に40メートル行った雪中1メートルの深さの場所で三雲・吉田の遺体を発見した。
27日には三雲らを発見した場所から更に80メートル左上方に行った場所で深さ70センチほどの雪中に埋もれていた三田正子とすぐ近くで上衣の一部を立木に引っかけた格好で横に倒れて埋没していた三田好子の遺体を発見した。
しかし、リーダーの川崎の遺体だけは28日になっても見つからず、一部では捜索打ち切り論も浮上していたが、午後2時頃になって三雲らを発見した場所の上方に落葉松の大木に左足を取られた格好で雪面下2メートルの場所に埋もれていた川崎の遺体が発見された。全員の遺体の発見を受けて、その日のうちに長倉の寳性寺で合同の告別式が実施された。

## 原因
メンバー全員が亡くなっているため原因は不明としか言いようがない。しかし、中ノ沢は傾斜度23度ある沢で上方には新雪が降り積もっており雪崩が発生しやすい地形であった。しかし、吹雪によって登頂を断念をした一行が強風を避けることとスキーで一気に駆け下りられるであろうという判断から沢を経由する判断をして中ノ沢を滑降している最中に雪崩に遭遇したのではないかと推測されている。また、三雲・吉田の2名と三田姉妹はそれぞれ近接した場所から見つかっていることから、仲間を見失わないように一行の間隔はそれほど大きくはなかったと推定され、そのことも全員が遭難する事態につながったとも推測される。